# Rhesis
Als Rhesis (griech. rhesis = Rede, das Reden, das Sagen; Plural: Rheseis) wird in der griechischen Tragödie ein längerer Sprechteil (Monolog) eines Partners in einem Dialog bezeichnet. „Meist haben diese Reden eine Einleitung, einen Hauptteil und einen Schluss“ [...] „Die Rhesis findet sich stets in einem dialogischen System.“
Sie bildet somit eine Art Gegensatz zur Stichomythie und dient der Untermauerung eines Standpunktes oder einer Meinung. Der Umfang einer Rhesis reicht von 7 bis über 100 Verse.
Beispiele der Verwendung finden sich u. a. in Sophokles’ Antigone, Verse 450–470 und 473–496.